# مرکز جهان
مرکز جهان (انگلیسی: The Center of the World) یک فیلم درام آمریکایی به کارگردانی وین وانگ است که در سال ۲۰۰۱ منتشر شد. از بازیگران آن می‌توان به پیتر سارسگارد، مالی پارکر، کارلا گوجینو، پت موریتا، و بالتازار گتی اشاره کرد.
این فیلم در جشنواره فیلم کن ۲۰۰۱ به‌نمایش درآمد.